# Mrzezino
 Mrzezino (deutsch Bresin, 1942–1945 Brambusch; kaschubisch Mrzezëno) ist ein Dorf in der  Landgemeinde Puck im Kreis Puck in der polnischen Woiwodschaft Pommern.

## Geographische Lage
Das Dorf liegt südlich der Stadt Puck im südöstlichen Bereich der Landgemeinde Puck auf der Putziger Kämpe. Die Kaschubische Küste liegt drei Kilometer entfernt östlich.